# Anastasio de Esztergom
San Anastasio (en húngaro: Szent Aztrik o Szent Anasztáz) (?-1036 / 1039) tercer arzobispo de Esztergom (1007–1036), religioso católico de origen checo y posteriormente obispo de Kalocsa, en Hungría. Igualmente es el primer abad de la Abadía de Pannonhalma que es venerado como santo.

## Biografía
Uno de los primeros cristianizadores en Hungría, pupilo de San Adalberto de Praga. Llegó al Principado húngaro en el 996 junto con su maestro San Adalberto, y ahí continuaría su obra evangelizadora junto al Príncipe Géza de Hungría. Anastasio fue nombrado primer abad de la Abadía de Pannonhalma y tras la muerte de Geza se convirtió en consejero del nuevo monarca húngaro, el que será posteriormente San Esteban I de Hungría, el primer rey cristiano del reino. En 999, San Esteban lo envió a Roma, para que negociase con el Papa Silvestre II, sobre el futuro cristiano de Hungría y su rango como reino. Así, según la tradición, en el año 1000 recibió el rey húngaro una corona desde la sede pontifíca traída por San Anastasio con la que el religioso lo coronó en la ciudad de Estrigonia. Entre 1000 y 1018 Sebastián, el arzobispo de Estrigonia, perdió la visión y Anastasio lo reemplazó. Según atestiguan ciertas crónicas, al poco tiempo Sebastián la recuperó nuevamente, y así, el rey San Esteban creó un nuevo arzobispado, el de Kalocsa, para que Anastasio no perdiese su rango adquirido de arzobispo.
La muerte de Anastasio suelen fijarla entre los años 1036 y 1039. Y en el martirologium de la orden benedictina escribieron en el 12 de noviembre: "En Estrigonia, Hungría, San Anastasio obispo y confesor, sitio de entierro de una persona de vida santa".